# Ana Corso
Ana Corso (Caxias do Sul, 15 de outubro 1958) é uma artista plástica, professora e política brasileira, que exerceu mandato como deputada federal, eleita pelo PT-RS no ano de 2001, cuja posse se deu em 03 de janeiro do referido ano.

## Carreira política
Ana Corso é filiada ao Partido dos Trabalhadores desde o início da década de 1980. Militou contra a ditadura militar brasileira (1964-1985) junto a movimento estudantil.
Em 2016, ela foi eleita vereadora de sua cidade natal pela quarta vez.
Em 2017, era presidente do PT de Caxias do Sul.